# Oberführer
Oberführer foi um antigo posto paramilitar do Partido Nazista que remonta a 1921. Um Oberführer era tipicamente um membro do NSDAP encarregado de um grupo de unidades paramilitares em uma região específica. De 1921 a 1925, a expressão Oberführer foi usada como um título na Sturmabteilung (SA), mas tornou-se um posto real da SA após 1926. Oberführer também era um posto da Schutzstaffel (SS), estabelecido em 1925 como “Gauführer” e em 1928 foi renomeado para “Oberführer". Em 1932, Oberführer era um posto estabelecido na SA, SS e NSKK.
Emil Maurice, um dos criadores da SS, obteve a patente em 1925. 